# John Eshun
John Eshun (17 agosto 1942 – Kojokrom, 6 novembre 2018) è stato un allenatore di calcio e calciatore ghanese, di ruolo difensore.

## Carriera
Rappresentò la Nazionale ghanese alle Olimpiadi del 1968 e del 1972.